# Казка про купецьку дочку і таємничу квітку
«Казка про купецьку дочку і таємничу квітку» — радянський художній фільм 1991 року режисера Володимира Грамматикова за мотивами казки С. Т. Аксакова «Аленька квіточка». Фільм знімався під Архангельськом на території музею дерев'яного зодчества Малі Корели і на території руїн Кафедрального собору в Калінінграді (до реконструкції).

## Сюжет
Російський купець збирається їхати торгувати в далекі країни і питає у дочок, яких би вони хотіли подарунків із заморських країн. Наслухавшись розповідей няньки Варвари, старша просить чарівне дзеркало, середня — золотий вінець, а молодша — червону квіточку, гарніше якого немає на світі.
Дзеркало йому дарує в обмін на коней мусульманський торговець, який розповідає про незвичайні можливості червоної квіточки і намагається відмовити від пошуків подарунка для молодшої дочки. Потрапивши на східний базар, російський купець дорогими хутрами купує золотий вінець у грека. Там же, незнайома циганка пророкує йому біди, якщо він продовжить шукати квітку, але дарує йому кільце, за допомогою якого він уникне найбільшої небезпеки. Відправивши своїх людей додому, купець поодинці шукає червону квіточку. Тікаючи від розбійників, він потрапляє в невідомий ліс і знаходить аленьку квіточку. Але як тільки купець зриває її, страшний голос в гніві обіцяє йому неминучу смерть через три дні і три ночі. Купець повертає кільце циганці на пальці і опиняється у себе вдома.
Купець хоче попрощатися з дочками і збирається повернутися до чудовиська, але почувши розмову батька і няньки, молодша дочка Олена краде у сплячого батька кільце і приходить до чудовиська замість нього. У відповідь на благання позбавити батька від смерті чудовисько запевняє дівчину, що зняти закляття може тільки король з країни карликів. Дівчина вирішує відправитися до короля, тоді чудовисько відправляється з нею.
По дорозі чудовисько піклується про купецьку дочку, але припиняє її спроби побачити його вигляд. Перед сном воно розповідає казку про принца, якого зачарував злий чарівник, бо той відмовився віддати або продати йому заповітну квіточку. Дівчині нарешті вдається побачити справжній вигляд свого друга, але на його подив вона не боїться.
Діставшись до замка короля, Олена потрапляє в біду; її викрадають, скориставшись тим, що чудовисько відволіклося. Побачивши короля, вона просить звільнити батька від смерті. Король погоджується, але ставить умову — вона стане його дружиною і принесе червону квіточку. Чудовисько приходить у відчай, дізнавшись про згоду Олени; король садить його в темницю. Дочка купця повертається додому, обіцяючи повернутися до півночі, в іншому випадку чудовисько помре від туги. Король знущається над бранцем, катує його, а потім садить на ланцюг, впевнений, що приниження вб'ють чудовисько.
Вдома Олені влаштовують дівич-вечір, але бажаючи врятувати сестру від злої долі, Ольга і Настя переводять стрілки годинника. Однак дівчина передчуває біду, тому що червона квіточка в'яне.
Повернувшись в замок, Олена виявляє вмираюче чудовисько і плаче. Нещадний король гине, а до чудовиську повертається його колишній вигляд. Виявляється, що чудовисько — це зачарований принц, а король з хрипким голосом — злий чарівник, який забрав у нього і зовнішність і королівство. Закохані залишають замок і прибувають на Русь, де грають весілля.

## У ролях
- Катерина Темнікова —  Олена, молодша дочка
- Руслан Шегуров —  Принц / Чудовисько / Злий чарівник
- Володимир Городничев —  Данило Микитович, купець
- Юліана Іванова —  Ольга, старша дочка
- Анастасія Яковлєва —  Настя, середня дочка
- Люсьєна Овчинникова —  Варвара, нянька
- Єгор Грамматиков —  Іван, помічник купця
- Ігор Ясулович —  грек / татарин
- Поліна Ванєєва — епізод
- Віктор Лазарев — епізод
- Олена Хмельницька —  Віщунка

## Знімальна група
- Режисер — Володимир Грамматиков
- Сценаристи — Іван Бірюков, Валерій Залотуха, Олена Лобачевська
- Оператор — Олександр Антипенко
- Композитор — Олексій Муравльов
- Художники — Костянтин Загорський, Юрій Константинов